# Lawson Robertson
Lawson Robertson (Alford, Aberdeenshire, Escòcia, 23 de setembre de 1883 – Norristown, Pennsilvània, 22 de gener de 1951) va ser un atleta estatunidenc que va competir a començaments del segle xx.
Durant la seva carrera esportiva va prendre part en tres Jocs Olímpics, el 1904 a Saint Louis, el 1906 a Atenes i el 1908 a Londres.
El 1904 guanyà la medalla de bronze en la competició de salt d'alçada aturat, amb un millor salt d'1m 44cm i igualat amb Joseph Stadler, medalla de plata. En els 100 metres fou sisè, mentre en els 60 metres quedà eliminat en la primera ronda.
Dos anys més tard, als Jocs Intercalats, guanyà la medalla de plata en salt d'alçada aturat i la de bronze en salt de llargada aturat. En els 100 metres fou cinquè, en el pentatló sisè i en els 400 metres quedà eliminat en les sèries.
El 1908, als Jocs de Londres disputà tres proves del programa d'atletisme, però en cap d'elles aconseguí medalla. En els 100 metres guanyà la primera sèrie, però fou eliminat en semifinals. En els 200 metres fou eliminat en les sèries, mentre es desconeix la posició exacta en què finalitzà la prova del salt d'alçada aturat.
En retirar-se passà a exercir tasques d'entrenador de la selecció olímpica estatunidenca, primer com a assistent, entre 1912 i 1920, i posteriorment i fins a 1936 com a entrenador en cap.